# Sällskapet Bokvännerna i Finland
Sällskapet Bokvännerna i Finland är en finlandssvensk förening för bokvänner med syfte att väcka och stimulera intresset för god litteratur och vackra böcker. Föreningen grundades år 1948 som en underavdelning till Sällskapet Bokvännerna i Sverige. Föreningens första ordförande var Erik Olsoni. Föreningen publicerar skriftserien 'Bokvännen'.